# 李新民 (1915年)
李新民（1915年4月17日—2004年12月12日），男，湖南耒陽人，中华民国數學家。

## 生平
1934年國立中央大學附屬中學畢業後升入国立中央大学。1939年畢業于中大數學系，畢業留校任助教。1942年任教於湖南師範學院數學系。1944年起在中大數學系任教，直至1948年。1949年任教於臺灣省立師範學院（1957年更名為國立臺灣師範大學），兼教于國立臺灣大學。1954年入美國西北大學進修，翌年獲碩士學位，繼而入康乃爾大學深造，1961年獲數學博士學位。1962年受聘為國立清華大學教授，籌建數學研究所，次年建成招生後又籌建數學系。1962年起為清華大學與臺師大的合聘教授，同時擔任兩校數學系主任，並任清華數學研究所長。此後任臺大主辦、中央研究院與清華協辦的國家長期發展科學委員會數學研究中心主任。1973年任中大理學院院長，1979年任中大校長。
曾任中國自然科學促進會理事長、中華民國數學會理事長。
李新民於2004年12月12日逝世。

## 外部連結
- 國立中央大學校史館介紹李新民[永久]

| 教育職務      | 教育職務                                       | 教育職務      |
| ------------- | ---------------------------------------------- | ------------- |
| 國立中央大學  |                                                |               |
| 前任： 戴運軌 | 国立中央大学校長 第十二任 1973年7月－1982年7月 | 繼任： 余傳韜 |